# Lill-Kuten
Lill-Kuten är en sjö i Eskilstuna kommun i Södermanland och ingår i Nyköpingsåns huvudavrinningsområde.